# 普照寺 (密云区)
普照寺，位于北京市密云县檀营地区檀营村冶仙塔景区，是一座汉传佛教寺院。

## 历史
普照寺的冶仙塔始建于辽朝重熙八年（1039年），塔前有寺，名为“普照寺”。明朝嘉靖二十九年（庚戌年，1550年）时，蒙古人来犯，该寺殿宇毁于火。重修后，该寺改为“普济寺”。清朝乾隆四十三年（1778年），重修冶仙塔，并建南海大士佛殿之楹。光绪十五年（1889年），冶仙塔塔顶遭雷击去（见民国三年《密云县志》卷一之四），后来重修。
2009年5月，普照寺修复工程开工，此次修复采用企业运作、民间投资的方式。2010年10月27日，普照寺修复竣工暨开光法会举行。随后，北京市佛教协会下属僧团入驻该寺，释法闻出任该寺修复后第一任住持。该寺正式恢复为宗教活动场所。
普照寺是北京首政置业集团投资兴建，截至2012年已投资4亿元人民币，总占地面积1150亩，全长2.5公里。2012年时，寺内常住僧众约16人。
普照寺是密云县普查登记文物。2000年9月，冶仙塔被列为密云县文物保护单位。

## 建筑
- 冶仙塔：结构保持辽代建筑风格，高12米，直径6米，平面呈八角形，三檐崆心。塔身分为上、下两层，每层各有拱形券门，供出入，门洞朝南，四周有砖雕假窗以及各种砖雕花饰。塔基、塔身、塔顶均为砖雕仿木结构。塔下层券门两侧，有清朝刻的对联：“高插云汉文人笔，重领檀营武士冠”，横批为“普济寺”。[1]
- 万佛殿：因为殿内供奉一万尊佛而得名。内供四尊主佛，正面为弥勒佛，东为文殊菩萨，北为地藏菩萨，西为普贤菩萨。右手边为观世音菩萨，后为释迦牟尼佛，左手边为地藏王菩萨。[1]